# Karel Snoeckx
Karel Snoeckx (29 oktober 1973) is een Belgisch voormalig profvoetballer. Hij was vooral een rechtshalf (middenvelder). In 1997 werd Snoeckx met K. Lierse SK landskampioen van België en in 2005 won Snoeckx de Beker van België met Germinal Beerschot.

## Jeugdcarrière
- 1981-1984:  HIH Turnhout SK
- 1984-1991:  Lierse SK

## Profcarrière
- 1991-1997:  Lierse SK
- 1997-1999:  Lokeren
- 1999-2003:  Lierse SK
- 2003:       Vålerenga IF (huur)
- 2004-2005:  Germinal Beerschot
- 2006:       Lierse SK (huur)
- 2006-2008:  KSK Beveren
- 2008-2009:  Hoogstraten VV
- 2009-2010:  KFC Lille
- 2010-2011:  White Star Schorvoort Turnhout

## International
Snoeckx werd één keer opgeroepen voor de Rode Duivels. Op 29 mei 1996 speelde hij zijn eerste (en enige) interland: een oefeninterland tegen Italië. Hij viel na 65 minuten in voor Nico Van Kerckhoven, die eveneens debuteerde in deze interland.